# チャールズ・ヤノフスキー
チャールズ・ヤノフスキー（Charles Yanofsky、1925年4月17日 - 2018年3月16日）は、アメリカ合衆国の遺伝学者である。

## 来歴
ヤノフスキーはニューヨークでロシア系ユダヤ人の家庭に生まれ、ブロンクス科学高校を卒業した。1943年にニューヨーク市立大学シティカレッジに入学したが、1944年から第二次世界大戦で兵役に就き、バルジの戦いなどに従軍し、1946年に復学した。1948年に生化学の学士号を取得した。1951年にイェール大学でPh.D.を取得し、同大学の博士研究員を務めた後、1954年にケース・ウェスタン・リザーブ大学医学部の助教授となり、1958年からはスタンフォード大学で生物学と分子生物学を指導していた。
1964年、ヤノフスキーらは、遺伝子配列とタンパク質のアミノ酸配列は対応しており、遺伝子配列を変えると対応した箇所のタンパク質のアミノ酸が変化することを発見した。彼の研究は、細菌、動物細胞中のリボ核酸が構造変化することによって制御分子となる仕組みを明らかにした。
1985年王立協会の外国人会員選出。2018年死去。92歳没。

## 論文
- Yanofsky, Charles (2007), “RNA-based regulation of genes of tryptophan synthesis and degradation, in bacteria.”, RNA 13 (8):  pp. 1141?54, 2007 Aug, doi:10.1261/rna.620507, PMID 17601995
- Yanofsky, Charles (2005), “The favorable features of tryptophan synthase for proving Beadle and Tatum's one gene-one enzyme hypothesis.”, Genetics 169 (2):  pp. 511?6, 2005 Feb, PMID 15731515
- Yanofsky, Charles (2004), “The different roles of tryptophan transfer RNA in regulating trp operon expression in E. coli versus B. subtilis.”, Trends Genet. 20 (8):  pp. 367?74, 2004 Aug, doi:10.1016/j.tig.2004.06.007, PMID 15262409
- Yanofsky, C (2000), “Transcription attenuation: once viewed as a novel regulatory strategy.”, J. Bacteriol. 182 (1):  pp. 1?8, 2000 Jan, doi:10.1128/JB.182.1.1-8.2000, PMID 10613855
- Yanofsky, C; Konan, K V; Sarsero, J P (1996), “Some novel transcription attenuation mechanisms used by bacteria.”, Biochimie 78 (11-12):  pp. 1017?24, doi:10.1016/S0300-9084(97)86725-9, PMID 9150880
- Yanofsky, C (1988), “Transcription attenuation.”, J. Biol. Chem. 263 (2):  pp. 609?12, 1988 Jan 15, PMID 3275656
- Yanofsky, C; Platt, T; Crawford, I P; Nichols, B P (1981), “The complete nucleotide sequence of the tryptophan operon of Escherichia coli.”, Nucleic Acids Res. 9 (24):  pp. 6647?68, 1981 Dec 21, doi:10.1093/nar/9.24.6647, PMID 7038627
- Yanofsky, C (1981), “Attenuation in the control of expression of bacterial operons.”, Nature 289 (5800):  pp. 751?8, 1981 Feb 26, doi:10.1038/289751a0, PMID 7007895
- Yanofsky, C (1971), “Tryptophan biosynthesis in Escherichia coli. Genetic determination of the proteins involved.”, Journal of the American Medical Association 218 (7):  pp. 1026?35, 1971 Nov 15, doi:10.1001/jama.218.7.1026, PMID 4940311
- Yanofsky, C (1967), “Gene structure and protein structure.”, Harvey Lect. 61:  pp. 145?68, PMID 5338072

## 受賞歴
- 1964年 - 米国科学アカデミー賞分子生物学部門
- 1971年 - アルバート・ラスカー基礎医学研究賞
- 1972年 - セルマン・A・ワクスマン微生物学賞
- 1976年 - ルイザ・グロス・ホロウィッツ賞
- 1984年 - アメリカ遺伝学会メダル
- 1985年 - ガードナー国際賞
- 1990年 - トーマス・ハント・モーガン・メダル
- 1992年 - パサノ賞
- 2003年 - アメリカ国家科学賞